# محوطه امامزاده محمدباقر
محوطهٔ امامزاده محمد باقر مربوط به اوایل اسلام- سدهٔ ۷ است و در شهرستان بوئین‌زهرا، روستای رودک واقع شده و این اثر در تاریخ ۱۰ مهر ۱۳۸۰ با شمارهٔ ثبت ۴۱۰۲ به‌عنوان یکی از آثار ملی ایران به ثبت رسیده است.